# Val Cluozza
Le val Cluozza est une vallée du Parc national suisse démarrant près de Zernez, dans le canton des Grisons.

## Géographie
Le val Cluozza est une étroite vallée longue de quelques kilomètres débutant à un kilomètre à l'est de Zernez et se divisant en trois vallons au niveau de la Chamanna Cluozza : le val Diavel (littéralement, la « vallée du diable », dans laquelle ont été découvertes des empreintes de dinosaures herbivores), le val Sassa (la « vallée des pierres » en romanche, qui doit son nom à son absence de végétation) et le val Quattervals, qui tire son nom du Piz Quattervals, un sommet de 3 165 m d'altitude qui a la particularité d'être le seul sommet du Parc national suisse dont l'accès est autorisé aux randonneurs.
Des deux côtés de la partie basse du val Cluozza, des à-pics parsemés de pins cembros surplombent une gorge, où coule l'Ova Cluozza, qui se jette ensuite dans la Spöl près de Zernez. Plus en amont, au niveau de la Chamanna Cluozza (cabane Cluozza), la vallée s'élargit et les pentes qui l'entourent s'adoucissent, ce qui permet la montée jusqu'à Murtèr, un col situé à 2 600 m d'altitude qui fait la jonction entre le val Cluozza et la vallée parallèle du Spöl.
Le val Cluozza a été l'une des deux vallées avec le val Trupchun à être choisies pour intégrer le Parc national suisse lors de sa création le 1er août 1914.

## Hébergement
Située à 1 850 m d'altitude à 3 heures de marche de Zernez et 10 heures de S-chanf, la Chamanna Cluozza est un refuge construit en rondins de bois qui accueille les randonneurs de passage pour un repas ou pour une nuitée. Elle abrite également une petite exposition permanente consacrée au Parc national suisse et aux découvertes de traces de dinosaures du val Diavel. C'est l'un des deux seuls endroits du Parc national suisse où il est permis de passer la nuit, avec l'hôtel Il Fuorn.
Le soir, depuis la cabane, il n'est pas rare d'observer des cerfs élaphes ou des chevreuils venant boire dans la rivière.